# ری کلوین
ری کلوین (انگلیسی: Ray Kelvin؛ زادهٔ ۱ ژانویهٔ ۱۹۵۵) کارآفرین و مدیر ارشد اجرایی اهل بریتانیا است، که در سال ۱۹۸۷ شرکت کالای لوکس تد بیکر را تأسیس کرد. این شرکت هم‌اکنون مالک شبکه‌ای از ۴۹۰ شعبه در کشورهای مختلف جهان می‌باشد. کلوین همچنین به عنوان مدیرعامل تد بیکر فعالیت می‌کند.